# Ablabys

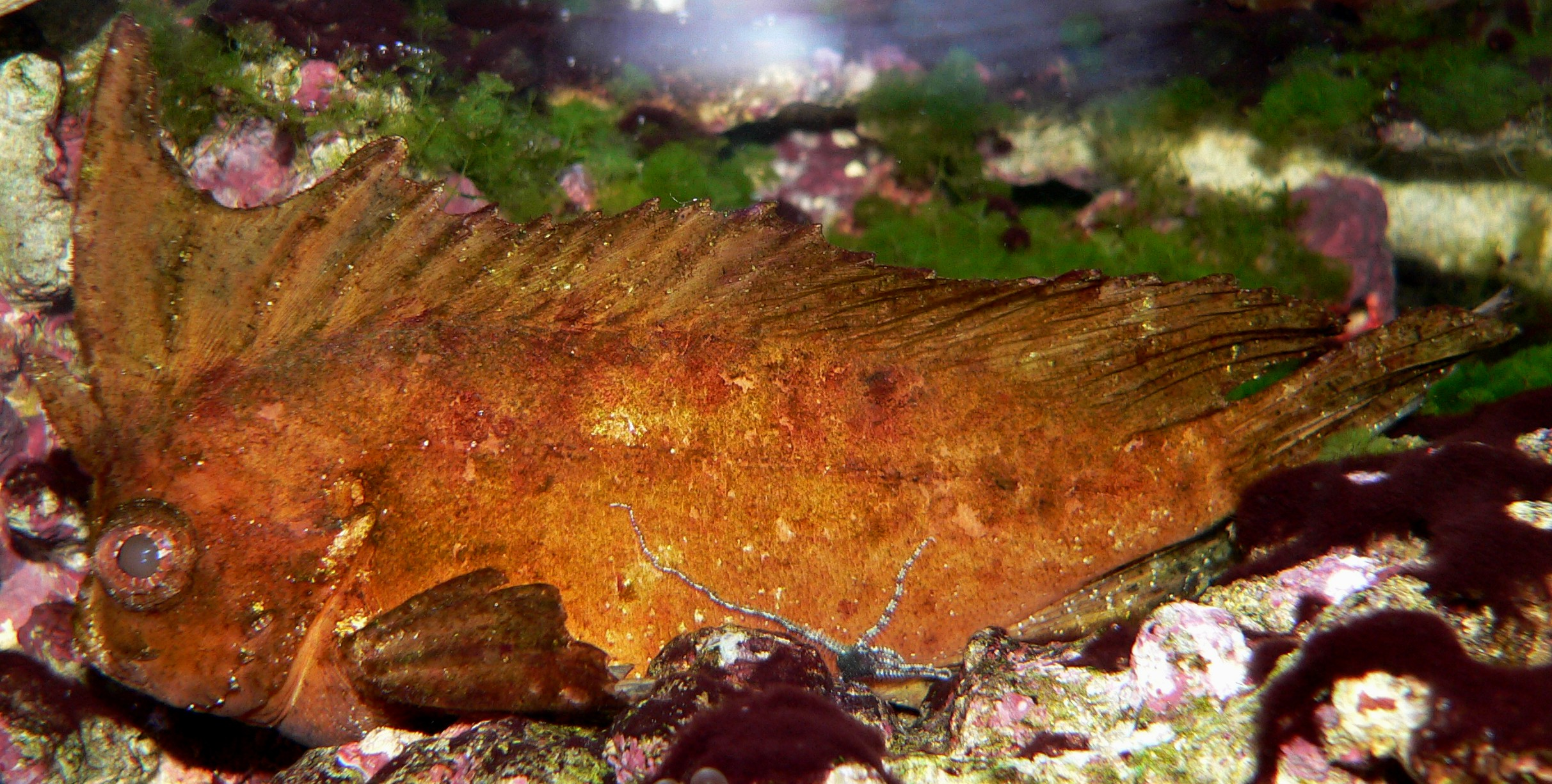
Exemplar dAblabys taenianotus fotografiat a Taiwan

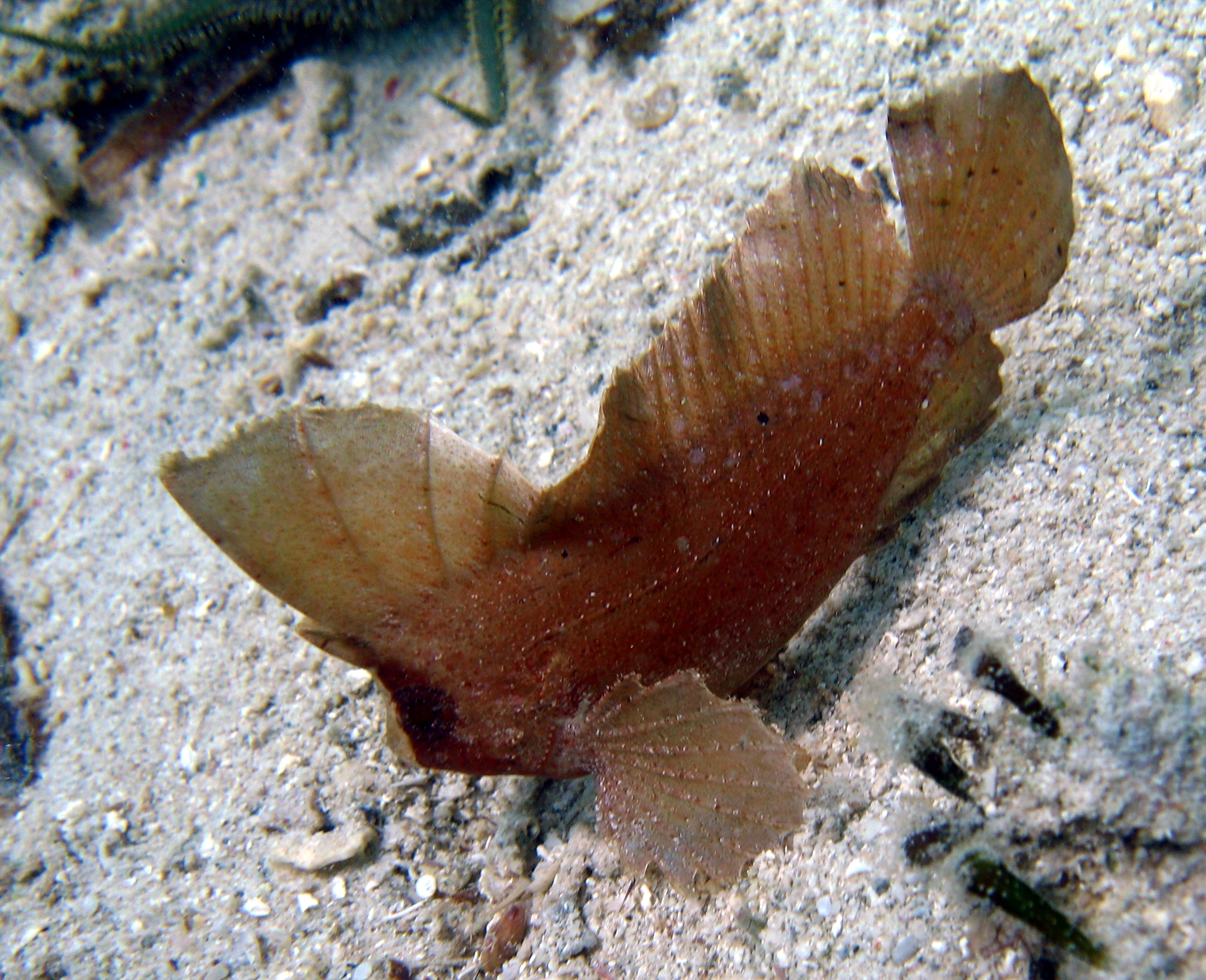
Ablabys sp. de l'illa de Cebu (Filipines)

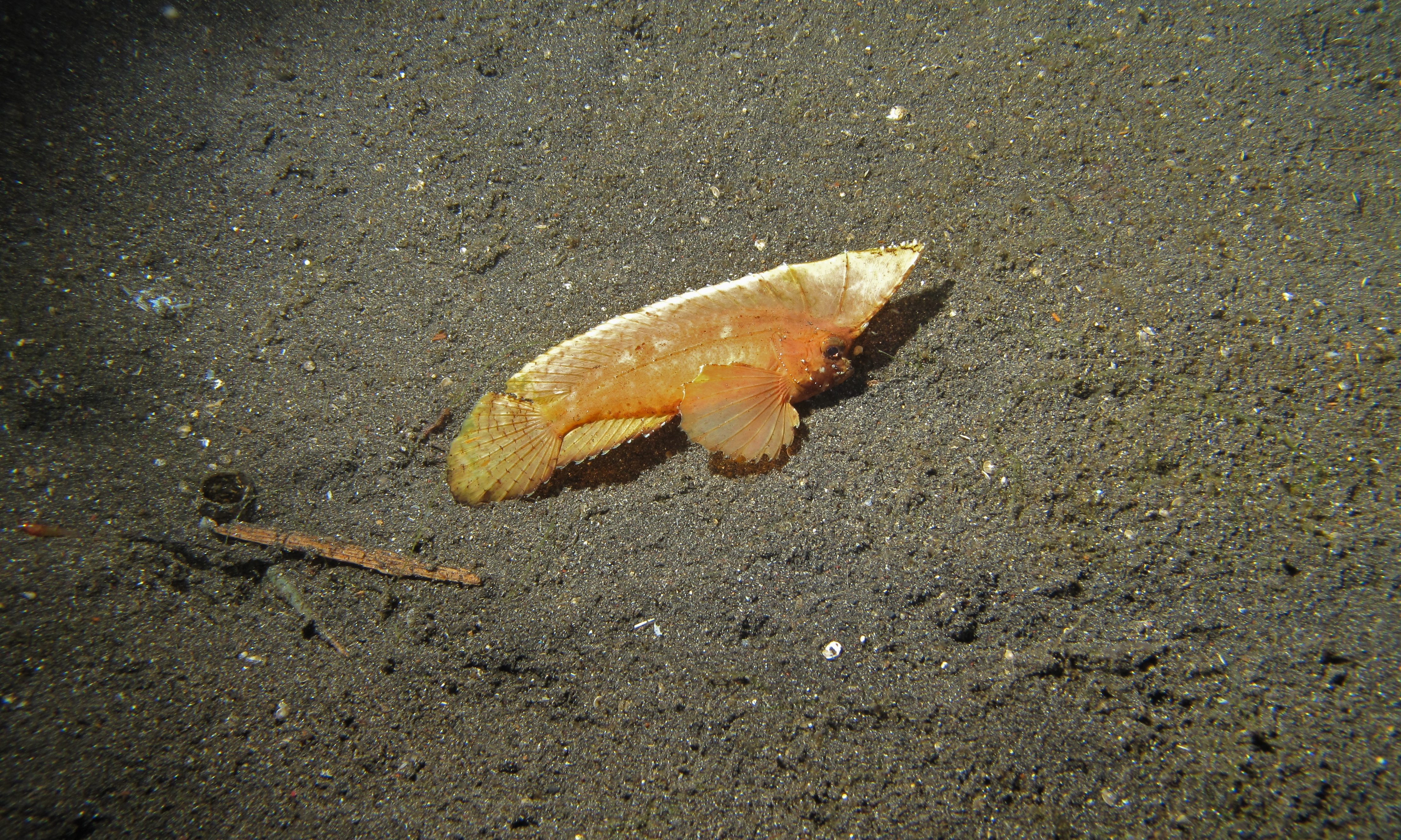
Ablabys taenianotus de Cèlebes (Indonèsia)

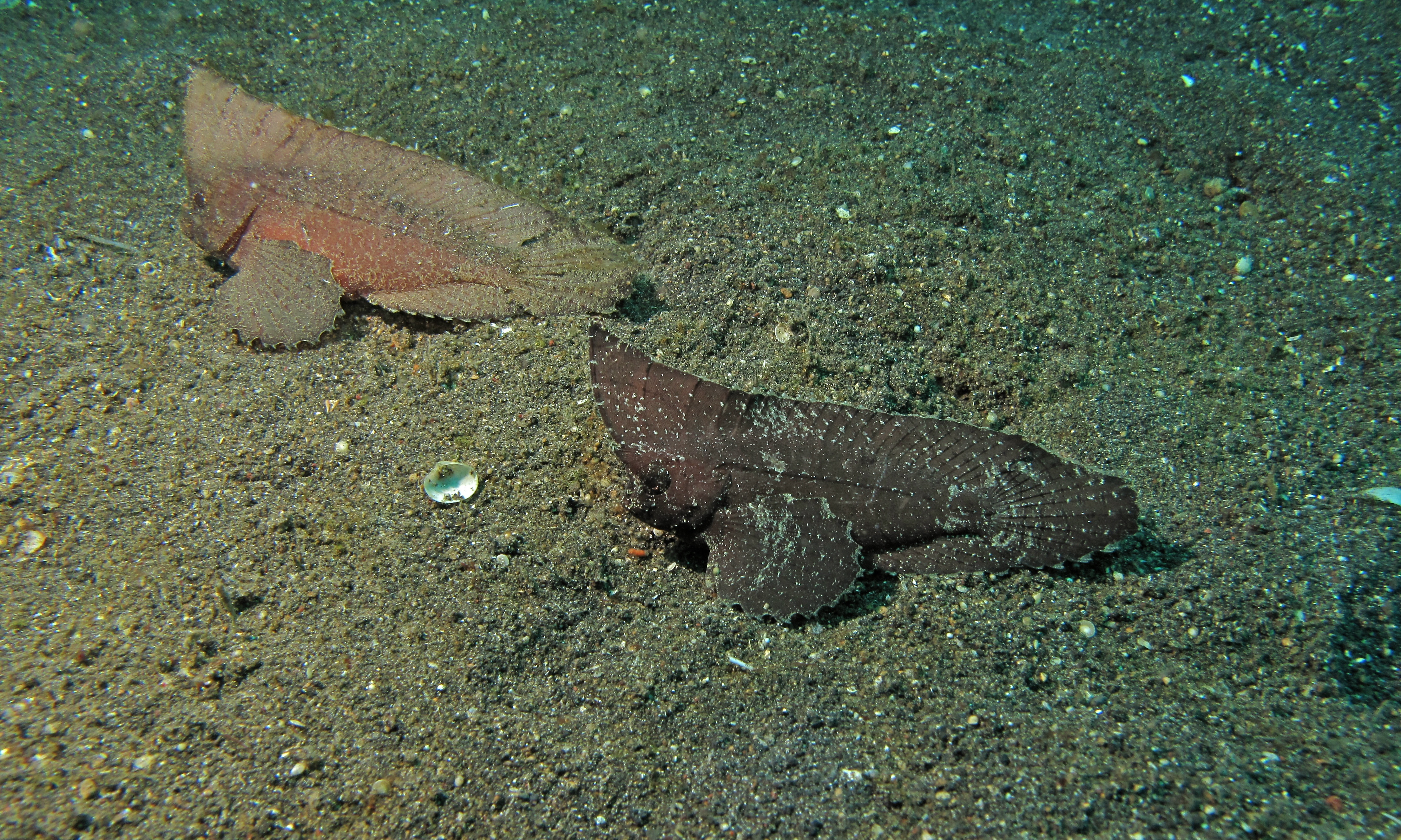
Ablabys taenianotus de Sulawesi (Indonèsia)

Ablabys és un gènere de peixos pertanyent a la família dels tetrarògids i a l'ordre dels escorpeniformes.

## Etimologia
Ablabys deriva del grec ablabie, -es, ablaboos ('inofensiu').

## Hàbitat i distribució geogràfica
Es troba a la conca Indo-Pacífica: des de Zanzíbar (Tanzània) fins a Moçambic, Sud-àfrica, les illes Maldives, el corrent Agulhas, el golf de Mannar (costa sud-oriental de l'Índia), la mar d'Andaman, les illes Andaman, Tailàndia., el Vietnam, la Xina, Taiwan (incloent-hi les illes Pescadors), el mar de la Xina Meridional, la mar Groga, el Japó (com ara, la prefectura de Kagoshima), Indonèsia (incloent-hi Lombok i Cèlebes), el mar de Banda, Papua Nova Guinea (incloent-hi la badia de Milne), les illes Filipines (com ara, el golf de Lingayen i l'illa Verde), Austràlia (com ara, Austràlia Occidental, l'illa Christmas, les illes Ashmore i Cartier, el Territori del Nord, Queensland, Nova Gal·les del Sud, l'illa de Lord Howe i l'illa Norfolk), el mar de Tasmània, la Gran Barrera de Corall, el mar del Corall, Nova Caledònia, les illes Salomó, Palau, Fiji i, possiblement també, les illes Seychelles, Madagascar i Maurici.

## Cladograma
| Ablabys (Kaup, 1873) | \| \| Ablabys binotatus (Peters, 1855)[49] \| \| \| \| \| \| Ablabys macracanthus (Bleeker, 1852)[50] \| \| \| \| \| \| Ablabys taenianotus (Cuvier, 1829)[51][52] \| \| \| \| |
|                      | \| \| Ablabys binotatus (Peters, 1855)[49] \| \| \| \| \| \| Ablabys macracanthus (Bleeker, 1852)[50] \| \| \| \| \| \| Ablabys taenianotus (Cuvier, 1829)[51][52] \| \| \| \| |
|                      | Centropogon |
|                      | |
|                      | Coccotropsis |
|                      | |
|                      | Cottapistus |
|                      | |
|                      | Glyptauchen |
|                      | |
|                      | Gymnapistes |
|                      | |
|                      | Liocranium |
|                      | |
|                      | Neocentropogon |
|                      | |
|                      | Neovespicula |
|                      | |
|                      | Notesthes |
|                      | |
|                      | Ocosia |
|                      | |
|                      | Paracentropogon |
|                      | |
|                      | Pseudovespicula |
|                      | |
|                      | Richardsonichthys |
|                      | |
|                      | Snyderina |
|                      | |
|                      | Tetraroge |
|                      | |
|                      | Vespicula |
|                      | |
|                      | Ablabys binotatus (Peters, 1855) |
|                      | |
|                      | Ablabys macracanthus (Bleeker, 1852) |
|                      | |
|                      | Ablabys taenianotus (Cuvier, 1829) |
|                      | |

|  | Ablabys binotatus (Peters, 1855)     |
|  |                                      |
|  | Ablabys macracanthus (Bleeker, 1852) |
|  |                                      |
|  | Ablabys taenianotus (Cuvier, 1829)   |
|  |                                      |